# Crivitz (Duitsland)
Crivitz is een gemeente in de Duitse deelstaat Mecklenburg-Voor-Pommeren, en maakt deel uit van de Landkreis Ludwigslust-Parchim.
Crivitz telt 4.780 inwoners.

## Indeling gemeente
- Augustenhof, sinds 1-1-2003
- Badegow, sinds 1-1-2003
- Basthorst, sinds 1-1-2003
- De stad Crivitz
- Gädebehn, sinds 1-1-2003
- Kladow, sinds 1-1-2003
- Muchelwitz
- Radepohl, sinds 1-1-2011
- Rönkenhof, sinds 1-1-2003
- Wessin, sinds 1-1-2011